# Сатис (богиня)
Сатис, Сатет (егип. Sṯt / Sṯı͗t) — обожествление разлива Нила в древнеегипетской мифологии. Её культ зародился в древнем городе Сведен, ныне известном как Асуан. Она изображалась в виде женщины с рогами антилопы, в короне Верхнего Египта, которая держит в руке анх (благодаря тому, что разливы Нила считались «жизнь приносящими»).
Ей приписывается также роль богини войны, оберегающей южный регион древнего Египта и убивающей врагов фараона своими стрелами, поэтому встречаются так же изображения Сатис со стрелами.
Позднее в египетской мифологии Сатис — жена Хнума, богиня-покровительница порогов Нила. Один из титулов этой богини, «Владычица небес», связывает её с Нут и Хатхор, а связь с разливом Нила — с богиней Сопдет, покровительствовавшей звезде Сириус. Дочерью Хнума и Сатис была Анукет.
Одна из богинь Дуата, омывающая тело умершего фараона из четырёх сосудов. Символизировала воду и разлив Нила. Как Око Ра символизировала яркую звезду Фомальгаут. Покровительница охоты. Её священное животное — антилопа.